# Kanton Amiens 1er (Ouest)
Kanton Amiens 1er (Ouest) is een voormalig kanton van het Franse departement Somme. Het kanton maakte deel uit van het arrondissement Amiens. Het werd opgeheven bij decreet van 26 februari 2014 met uitwerking vanaf 2015.

## Gemeenten
Het kanton Amiens 1er (Ouest) omvatte de volgende gemeenten:
- Amiens (deels, hoofdplaats)
- Dreuil-lès-Amiens
- Saveuse